# Distretto di Casalmaggiore
Il distretto di Casalmaggiore era il nome di un distretto ideato dal governo giacobino della Repubblica Cisalpina nel dipartimento dell'Alto Po. Come molti enti simili, ebbe breve durata.

## Storia
La Costituzione della Repubblica Cisalpina progettò un nuovo ordinamento degli enti locali lombardi, partendo dal presupposto di una nuova geografia basata su una razionalizzazione illuministica anziché sui retaggi di secoli di storia. La funzione dei distretti sarebbe divenuto quello di svolgere le più alte funzioni municipali nelle aree di notevole parcellizzazione comunale.
Il distretto in oggetto venne classificato col numero 5.
Definito dalla legge 6 germinale anno VI, l'ente non riuscì ad avere una vera applicazione fino al golpe militare che riversò il governo giacobino sostituendolo con uno più gradito ai militari e finalizzato ad ottenere risparmi per la guerra. Il distretto, col numero 18, fu ritoccato nei suoi confini.

## Territorio
Il territorio del distretto si basava sulla vecchia delegazione della provincia di Casalmaggiore, ad esclusione però del capoluogo che, essendo città, per leggè non faceva parte di nessun distretto. Col golpe del 1798 tuttavia, il capoluogo fu reinserito insieme a Sabbioneta, e a causa della conseguente sovrappopolazione, alcuni comuni ne vennero staccati.

## Distretto di Casalmaggiore
Prefigurati della compartimentazione dei tribunali della Repubblica Italiana del 1802, i nuovi distretti del Regno d'Italia del 1805 corrispondevano agli arrondissements francesi. Grandi ripartizioni dei dipartimenti, erano sedi di sottoprefettura e di rappresentanza intercomunale tramite un Consiglio distrettuale di undici membri, mentre i vecchi distretti diventavano cantoni dotati solo di un giudice di pace e un cancelliere del censo.
Il distretto di Casalmaggiore comprendeva solo due cantoni, quello omonimo e quello di Piadena. Il primo era composto da 25 comuni poi raggruppati in 7, il secondo da 17 divenuti soltanto 4. La popolazione complessiva era di 47.000 anime.